# 隣にいたかった feat. WISE
「隣にいたかった feat. WISE」（となりにいたかった フィーチャリング ワイズ）は、fumikaの楽曲。fumika・WISE・玉井健二・Jane Suが作詞、南田健吾・玉井健二・WISEが作曲を手掛けた。fumikaの3枚目のシングルとして2012年6月27日にアリオラジャパンから発売された。

## 解説
前作「たいせつな光」から9ヶ月ぶりの新作で、「涙」を題材とした3部作の第1弾として発表された。初回生産限定盤にはタイトル曲のビデオクリップおよび「卒業生のための出張LIVEドキュメンタリー」の収録されたDVDが付属する。
タイトル曲「隣にいたかった feat. WISE」にはヒップホップミュージシャンのWISEがフィーチャリングアーティストとして参加している。
タイトル曲はノンタイアップであるが、カップリング曲として収録された新曲3曲にはすべてタイアップが付いている。

## 収録曲
1. 隣にいたかった feat. WISE (5:04)
  - 作詞：fumika/WISE/玉井健二/Jane Su 作曲：南田健吾/玉井健二/WISE 編曲：田中隼人
  - PVにはfumikaの友人でもある女優・グラビアアイドルの小池唯が出演している。小池が自身の所属するユニット「Tomato n' Pine」以外のビデオクリップに出演するのは初となる[4]。
2. Baby Blossom (4:44)
  - 作詞：田中秀典 作曲：飛内将大 編曲：玉井健二/飛内将大
  - 日本工学院CMソング[5]。
  - 本作の発売に合わせてビデオクリップが公開された。日本工学院蒲田キャンパスで撮影が行われており、同校ダンスパフォーマンス科に所属する学生も出演している[5]。
3. 終わらない花 (4:46)
  - 作詞：fumika/Jane Su 作曲：伊藤寛之 編曲：玉井健二/百田留衣
  - 静岡銀行CMソング[3]。
4. 1000000カラット (3:53)
  - 作詞：田中秀典 作曲：野間康介 編曲：玉井健二/釣俊輔
  - WOWOW『陸上ワールドツアー ダイヤモンドリーグ』イメージソング[2][3]。
  - 読みは「ミリオンカラット」である[2]。
5. たいせつな光 (Acoustic Ver.) (5:42)
  - 作詞：玉井健二・U-ka 作曲：石松領平 編曲：釣俊輔
  - 前作シングル曲「たいせつな光」のアコースティックバージョン。
6. 隣にいたかった (fumika only Ver.) (4:45)
7. 隣にいたかった (Backing Track) (5:02)

DVD（初回生産限定盤のみ）
1. 隣にいたかった feat．WISE Music Video
2. 卒業生のための出張LIVEドキュメンタリー

## 収録アルバム
- POP SISTER(#1, #2)